# Corps des volontaires de Bourbon
Le Corps des volontaires de Bourbon est une unité militaire du Royaume de France, devenu, sous la révolution française, le corps des volontaires de la Réunion. Il était l'une des troupes locales stationnées sur l'île Bourbon, avec la milice coloniale, les vétérans et les invalides attachés à la garde des batteries .
Recrutés parmi les créoles l'Île de Bourbon et de l'Île-de-France, les volontaires de Bourbon ont formé, à plusieurs reprises, entre le milieu du XVIIIe siècle et le début du XIXe siècle, un corps expéditionnaire aux Indes.

## Histoire
Formé en 1758, à l'occasion de la campagne de Thomas Arthur de Lally-Tollendal, le corps des volontaires de Bourbon servit en Inde pendant toute la guerre de Sept Ans. Il a notamment combattu lors du siège de Madras, en appui du régiment de Lorraine.  
Lors de la Guerre d'indépendance des États-Unis, commencée depuis 1775, la France entra officiellement en guerre contre l'Angleterre en 1778 et mena une guerre globale contre les Britanniques. Le gouverneur général des Mascareignes, François de Souillac, envoya, alors, près de 3 000 combattants à Suffren. Il réorganisa le corps des volontaires de Bourbon et l'engagea dans la guerre des Indes. Les volontaires s'embarquèrent sur la flûte les Bons Amis, le 7 décembre 1781 . Ils combattirent, notamment, lors de la troisième bataille de Gondelour, au sein de la brigade d'Austrasie, placée sous les ordres du baron d'Albignac, aux côtés d'un bataillon du Royal-Roussillon, de cent-cinquante hommes du régiment de La Marck et des volontaires de Lauzun. Ils ne rentrèrent qu'après la paix, le 18 décembre 1783.
Le corps fut reconstitué par l'ordonnance royale du 1er avril 1779 parce que « Sa Majesté étant informée du zèle et du courage avec lesquels les créoles de l'Ile de Bourbon ont servi dans la dernière guerre de l'Inde et voulant leur procurer les occasions d'en donner de nouvelles preuves, elle a résolu de créer et d'entretenir un corps de volontaires composé de créoles des Îles de France et de Bourbon ».
Licencié par l'ordonnance du 17 novembre 1789, il fut remis en activité le 7 septembre 1793, par décret de la Convention, sous le nom de  corps des volontaires de la Réunion, et subsista jusqu'à l'arrêté du capitaine général des établissements français en Inde, Decaen, du 9 vendémiaire an XII (2 octobre 1803) ou du 1er brumaire an XII (24 octobre 1803), selon les sources, qui le remplaça en levant plusieurs compagnies de chasseurs de la Réunion, qui disparurent lors de la conquête de l'île par les Anglais, en 1810.

## Organisation
Le corps des volontaires était, en 1779, composé de 2 compagnies, commandées par un capitaine, un lieutenant et un sous-lieutenant, et
composées d'un fourrier, quatre sergents, huit caporaux, quatre-vingt-huit volontaires et deux tambours, formant un total de cent six hommes, y compris les officiers.
Le décret de 1793 réorganisera le corps en 4 compagnies de 50 hommes, dont 42 fusiliers, 1 sergent-major, 2 sergents, 4 caporaux et 1 tambour, chacune commandée par un capitaine, un lieutenant et un sous-lieutenant. 

## Équipement

### Habillement
Réglé par l'ordonnance de 1779, l'uniforme des volontaires était composé d'un habit de drap vert doublé de toile écrue ou lessivée au quart blanc, parements, collet et revers de drap blanc, d'une veste de nankin ou de bazin blanc, d'une culotte pareille à la veste , une fleur de lis verte sur le retroussis de l'habit. Les guêtres étaient blanches blanches, les cols et jarretières noirs.
Les tambours portaient la petite livrée du Roi, boutons blancs timbrés d'une ancre, chapeau bordé de blanc et retapé à la Corse.
L'uniforme des officiers ne se distinguait de celui des volontaires que par la qualité du tissu et les boutons argentés. 
Le décret de la Convention donna au corps un habillement « conforme à l'uniforme national fixé pour l'infanterie de la république ».